# Polska Akademia Nauk
Polska Akademia Nauk (PAN) – państwowa instytucja naukowa realizująca działania służące rozwojowi, promocji, integracji i upowszechnianiu nauki oraz przyczyniające się do rozwoju edukacji i wzbogacania kultury narodowej. Akademia realizuje swoje cele w ramach korporacji uczonych oraz poprzez sieć instytutów i jednostek naukowych, prowadzących badania na możliwie najwyższym poziomie naukowym.

## Historia PAN

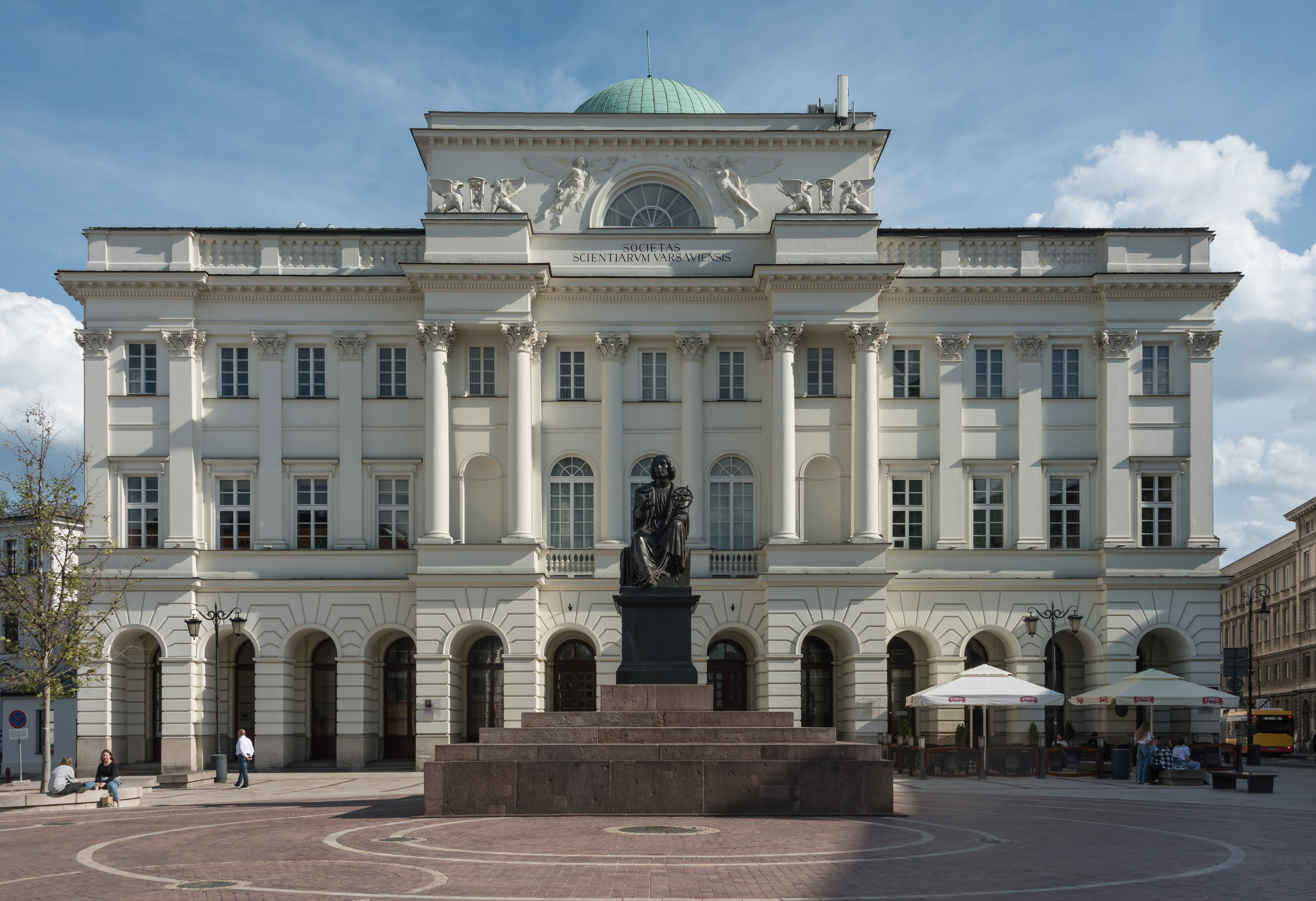
Pałac Staszica w Warszawie – siedziba niektórych instytutów I Wydziału PAN

Utworzenie Polskiej Akademii Nauk było związane z postanowieniami, które zapadły na I Kongresie Nauki Polskiej w roku 1951 i połączone było z likwidacją Polskiej Akademii Umiejętności oraz Towarzystwa Naukowego Warszawskiego. Stworzenie tego rodzaju instytucji miało ułatwić władzom politycznym kontakt ze środowiskiem naukowym oraz zapewniać sobie jego wsparcie, przy jednoczesnej kontroli tego środowiska. Miało ponadto ułatwić finansowanie badań naukowych i koncentrowanie ich wokół problemów uznanych za najważniejsze dla państwa, w czym istotną rolę odgrywały zmiany zachodzące w organizacji nauki w krajach zachodnich w związku z powojenną rewolucją naukowo-techniczną. Polska Akademia Nauk została powołana ustawą o PAN z 30 października 1951 roku. Początkowo była tylko korporacją uczonych, jednak w 1960 roku została przekształcona w rządową instytucję centralną, sprawującą ogólną pieczę nad nauką w Polsce i zarządzającą siecią instytutów. W 1990 roku PAN straciła status instytucji rządowej, stając się ponownie zarówno korporacją uczonych, jak i siecią instytutów.

## Struktura Polskiej Akademii Nauk
Polska Akademia Nauk jako korporacja uczonych i jako sieć instytutów naukowych zorganizowana jest w strukturę:
- wydziałów grupujących poszczególne dyscypliny nauki
- oddziałów regionalnych (główna siedziba PAN mieści się w Pałacu Kultury i Nauki w Warszawie)
- komitetów naukowych, problemowych i narodowych – powiązanych tematycznie z wydziałami
- sieć jednostek naukowych – działających w ramach wydziałów, pozawydziałowych i pomocniczych
- instytutów międzynarodowych oraz stacji naukowych za granicą
- kancelarii PAN oraz innych jednostek organizacyjnych.

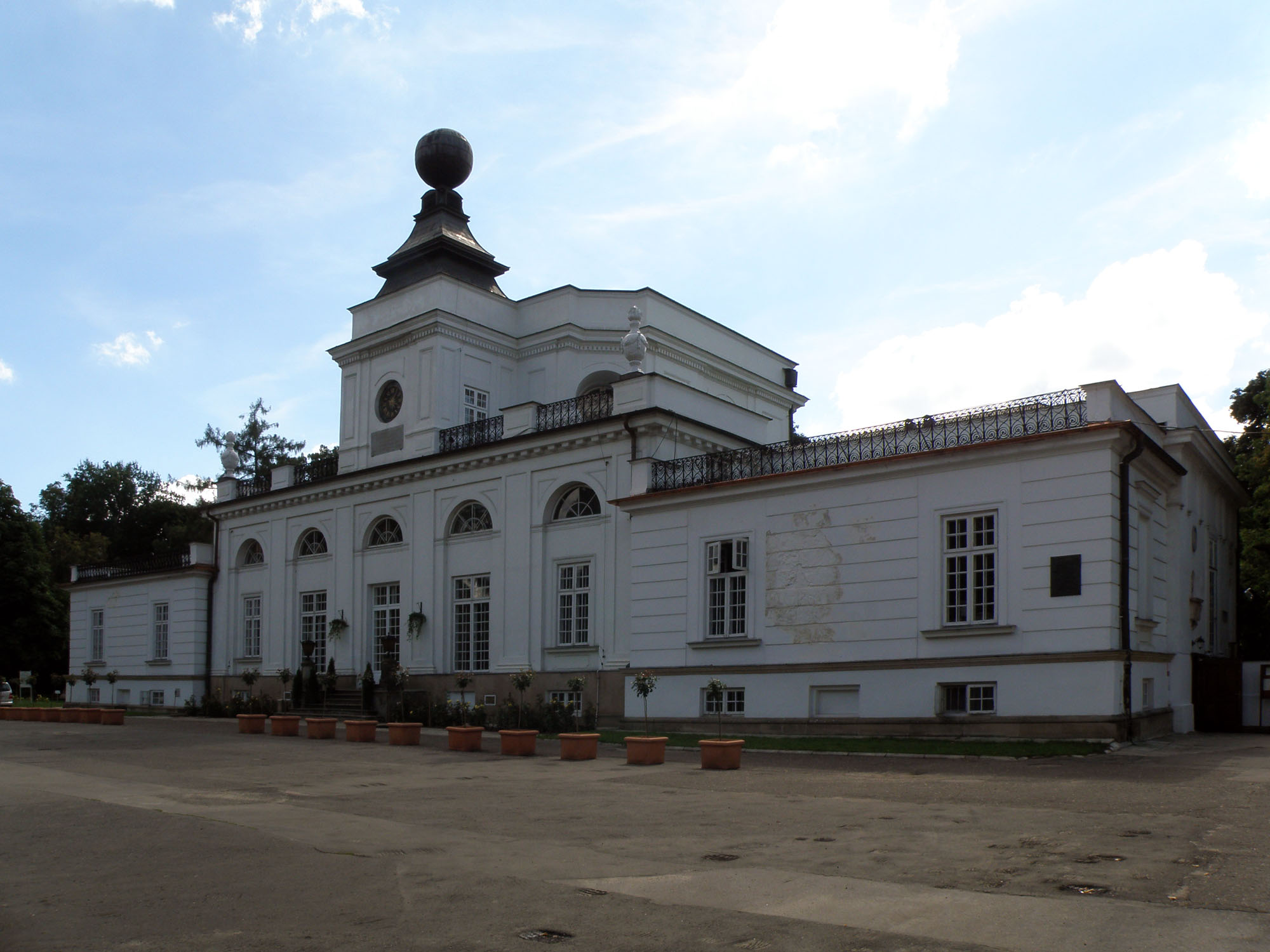
Pałac w Jabłonnie – centrum konferencyjno-hotelowe PAN

### Organy naczelne PAN
Organami naczelnymi Akademii są kolegialnie Zgromadzenie Ogólne i Prezydium Akademii oraz jednoosobowo Prezes oraz Kanclerz.
Najwyższym organem Akademii jest jej Zgromadzenie Ogólne, które tworzą wszyscy członkowie krajowi (członkowie rzeczywiści i członkowie korespondenci). Zgromadzenie Ogólne wyznacza główne kierunki działań Akademii oraz sprawuje nadzór nad całokształtem jej działalności. Zgromadzenie Ogólne decyduje między innymi o przyjmowaniu nowych członków. Uchwały Zgromadzenia są wiążące dla innych organów Akademii. Sesje Zgromadzenia Ogólnego odbywają się co najmniej dwa razy w roku.
Zgromadzeniu Ogólnemu przewodniczy Prezes Akademii. Jest on wybierany spośród członków Akademii przez Zgromadzenie Ogólne na czteroletnie kadencje (nie więcej niż dwie). Zgromadzenie Ogólne wybiera również wiceprezesów, w liczbie od trzech do pięciu, których kandydatury zgłasza Prezes.

Prezydium Akademii stanowią: Prezes, Wiceprezesi, przedstawiciele Wydziałów, prezesi Oddziałów regionalnych, przewodniczący rad kuratorów działających w ramach Wydziałów, przedstawiciel dyrektorów Jednostek naukowych oraz Kanclerz.

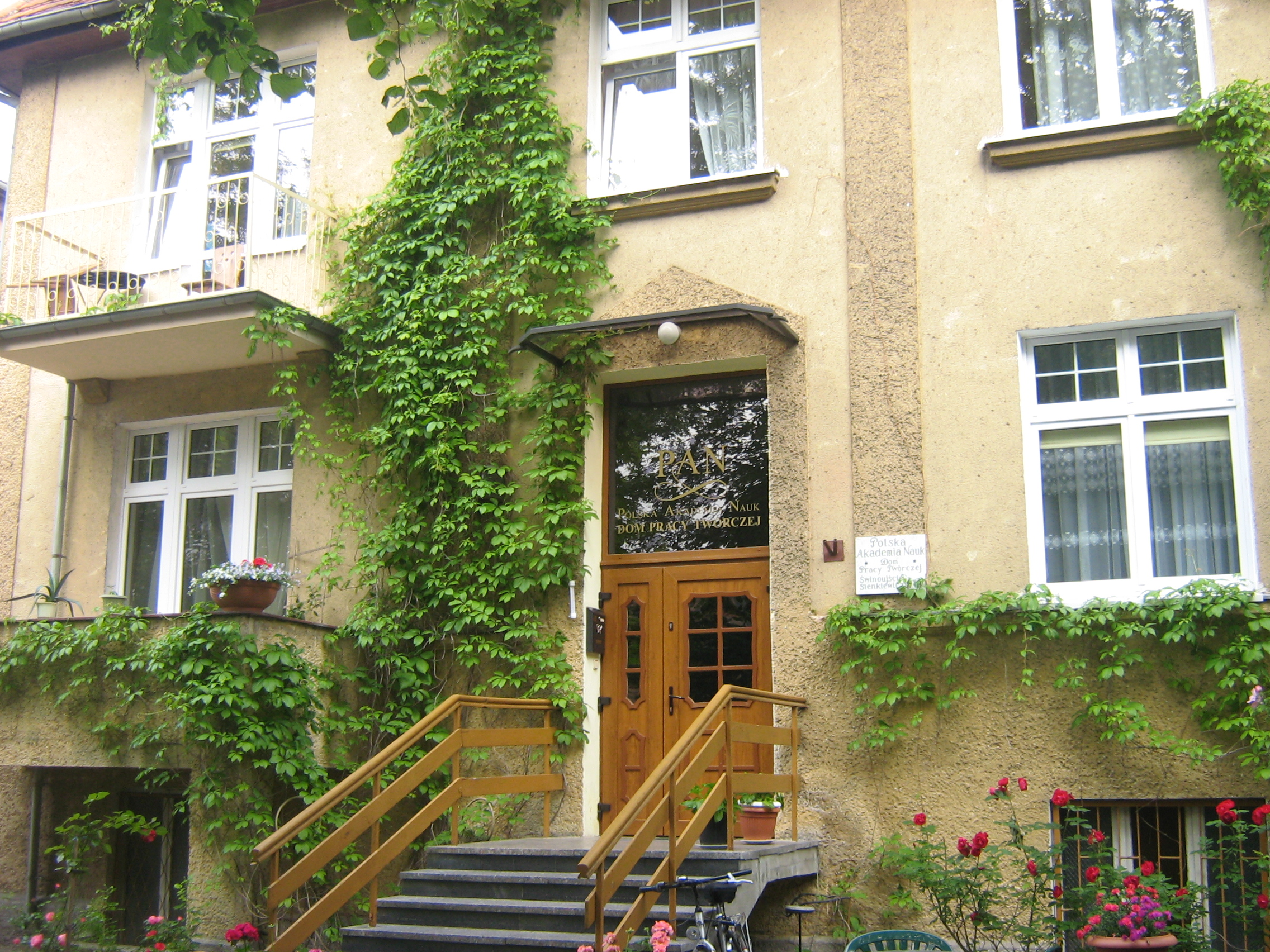
Dom Pracy Twórczej PAN w Świnoujściu

### Władze PAN
Kadencja 2023–2026
- Prezes: prof. Marek Konarzewski[6][7]
- Wiceprezesi: prof. Dariusz Jemielniak, dr hab. Mirosława Ostrowska, prof. Natalia Sobczak, prof. Aleksander Welfe[8]
- Kanclerz: Monika Kallista[9]

Skład Prezydium Polskiej Akademii Nauk w kadencji 2019–2022:
- Prezes: prof. Jerzy Duszyński (wcześniej w kadencji 2015–2018)[11]
- Wiceprezesi: prof. Stanisław Czuczwar, prof. Stanisław Filipowicz, prof. Paweł Rowiński, prof. Roman Słowiński, prof. Romuald Zabielski[12]
- Kanclerz: mgr inż. Tadeusz Latała
- Przedstawiciele (dziekani) wydziałów: prof. Andrzej Buko, prof. Katarzyna Turnau, prof. Janusz Jurczak, prof. Antoni Rogalski, prof. Witold Rużyłło
- Przedstawiciele oddziałów regionalnych: prof. Grzegorz Węgrzyn (Gdańsk), prof. Andrzej Więcek (Katowice), prof. Andrzej Jajszczyk (Kraków), prof. Cezary Sławiński (Lublin), prof. Aleksander Welfe (Łódź), prof. Andrzej Ciereszko (Olsztyn-Białystok), prof. Marek Świtoński (Poznań), prof. Lechosław Latos-Grażyński (Wrocław)[10]
- Przewodniczący rad kuratorów: prof. Ryszard Nycz – Wydział I, prof. Krzysztof Nowak – Wydział II, prof. Małgorzata Witko – Wydział III, prof. Tomasz Kapitaniak – Wydział IV, prof. Tomasz Brzozowski – Wydział V
- Przedstawiciel dyrektorów jednostek naukowych: prof. Tadeusz Burczyński.

### Byli prezesi PAN
1. Jan Bohdan Dembowski (1952–1956)
2. Tadeusz Kotarbiński (1957–1962)
3. Janusz Groszkowski (1962–1971)
4. Włodzimierz Trzebiatowski (1971–1977)
5. Witold Nowacki (1977–1980)
6. Aleksander Gieysztor (1980–1983)
7. Jan Karol Kostrzewski (1984–1990)
8. Aleksander Gieysztor (1990–1992)
9. Leszek Kuźnicki (1993–1998)
10. Mirosław Mossakowski (1999–2001)
11. p.o. Jerzy Kołodziejczak (2002–2003)
12. Andrzej Legocki (2003–2006)
13. Michał Kleiber (2007–2014)[13]
14. Jerzy Duszyński (2015–2022)

## PAN jako korporacja uczonych
PAN skupia w swoim składzie najwybitniejszych polskich i zagranicznych uczonych. Członkowie krajowi dzielą się na członków rzeczywistych oraz członków korespondentów. Łączna liczba członków krajowych jest ograniczona do 350 osób.
Członkostwo w korporacji jest dożywotnie. Prawo zgłaszania kandydatów na członków korespondentów mają członkowie krajowi oraz rady naukowe uczelni i instytutów PAN. Członkowie rzeczywiści są, w miarę zwalniania miejsc, wybierani spośród członków korespondentów przez wszystkich członków rzeczywistych.
Członkowie krajowi tworzą Zgromadzenie Ogólne Akademii stanowiące jej najważniejszy organ kolegialny. Członkowie, którzy ukończyli 70. rok życia otrzymują status członka-seniora i tracą bierne prawo wyborcze. Przy podejmowaniu uchwał Zgromadzenia wymagane quorum ustalane jest na podstawie liczby członków, którzy nie przekroczyli 75. roku życia.

### Wydziały PAN
Uczeni realizują swoją działalność w PAN poprzez strukturę wydziałową. Zgodnie ze Statutem Akademii funkcjonują następujące Wydziały:
- Wydział I Nauk Humanistycznych i Społecznych
- Wydział II Nauk Biologicznych i Rolniczych
- Wydział III Nauk Ścisłych i Nauk o Ziemi
- Wydział IV Nauk Technicznych
- Wydział V Nauk Medycznych.

Członkowie Akademii deklarują przynależność do wydziału z chwilą przyjęcia w poczet członków (deklaracja może być również wymagana w przypadku zmiany struktury organizacyjnej wydziałów). Przynależność członka Akademii do danego wydziału może być zmieniona na jego wniosek, za zgodą Zgromadzenia Ogólnego.
Pracą wydziału kieruje dziekan powoływany przez Prezesa PAN. Wydział może być podzielony na sekcje. W ramach wydziału mogą być tworzone także pomocnicze komisje lub zespoły doradcze. Organem kolegialnym wydziału jest zebranie plenarne.
W ramach wydziałów funkcjonują również jako ciała kolegialne rady kuratorów. Ich zadaniem jest nadzór nad działalnością instytutów i jednostek naukowych PAN, przeprowadza ich okresową ocenę, podejmuje działania dotyczące reorganizacji struktur jednostek naukowych oraz przeprowadza konkursy na stanowiska dyrektorów jednostek naukowych.

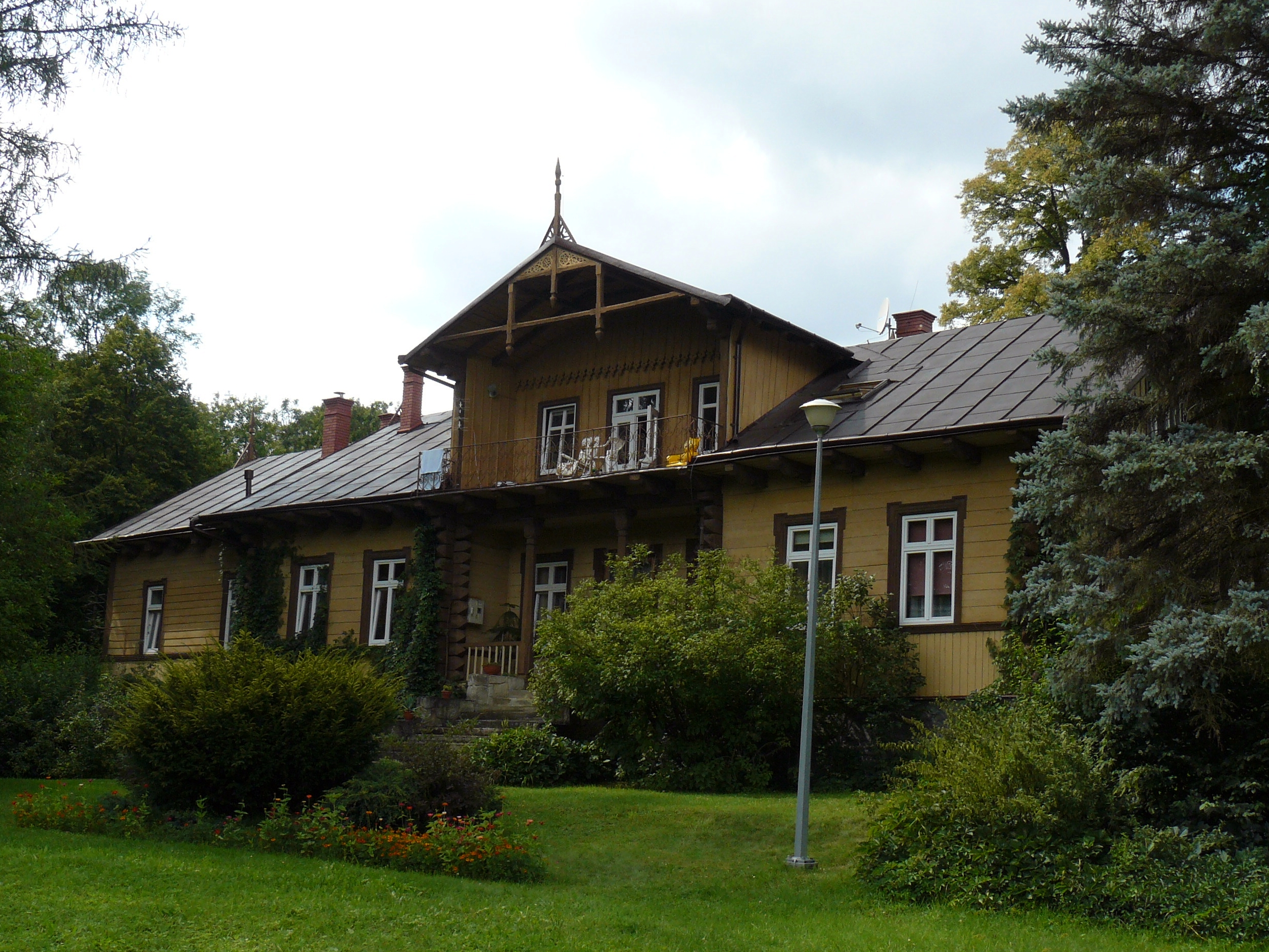
Stacja Naukowa Instytutu Geografii i Przestrzennego Zagospodarowania w Szymbarku k/Gorlic

W ramach wydziałów funkcjonują komitety naukowe. Komitety są samorządną reprezentacją dyscypliny lub pokrewnych dyscyplin naukowych służącą integrowaniu uczonych z całego kraju. Organami kierującymi pracami komitetu są przewodniczący komitetu oraz prezydium komitetu. Komitety tworzy i o zasadności ich funkcjonowania decyduje Zgromadzenie Ogólne PAN. Podstawą do utworzenia komitetu naukowego jest odpowiedni stopień rozwoju dyscypliny naukowej lub dyscyplin pokrewnych oraz potrzeba reprezentacji i integracji środowiska naukowego. Oceny pracy komitetów dokonuje rada kuratorów danego wydziału.

### Oddziały regionalne PAN
W ramach Akademii funkcjonują oddziały regionalne:
- Oddział PAN w Gdańsku
- Oddział PAN w Katowicach
- Oddział PAN w Krakowie
- Oddział PAN w Lublinie
- Oddział PAN w Łodzi
- Oddział PAN w Olsztynie i Białymstoku
- Oddział PAN w Poznaniu
- Oddział PAN we Wrocławiu

Oddziały realizują zadania Akademii w określonych regionach kraju. W razie potrzeby Zgromadzenie Ogólne może podjąć decyzję o utworzeniu nowych oddziałów. W skład danego Oddziału regionalnego wchodzą przede wszystkim członkowie Akademii mający miejsce zamieszkania w danym regionie. Pracami Oddziału kierują Prezes oddziału oraz Prezydium.

### Akademia Młodych Uczonych
Zgodnie z art. 38 ustawy o PAN z 2010 roku, w korporacji PAN działa Akademia Młodych Uczonych, której celem jest promowanie badań naukowych i prac rozwojowych prowadzonych przez wybitnych młodych przedstawicieli nauki polskiej. Członkami tego gremium mogą być naukowcy ze stopniem doktora, którzy nie ukończyli 38 roku życia w chwili wyboru, a łączna ich liczba nie może przekraczać 35 osób. Członków AMU wybiera Zgromadzenie Ogólne PAN spośród „wyróżniających się wybitnymi osiągnięciami naukowymi młodych przedstawicieli nauki polskiej”. Kadencja członka AMU trwa 5 lat i jest jednorazowa. Członkowie AMU przedstawiają PAN opinie na temat nauki.
Organami Akademii Młodych Uczonych są Zebranie Ogólne i Przewodniczący. Pierwszym przewodniczącym AMU został w roku 2012 dr hab. Bartosz Karaszewski. W kadencji 2014–2016 funkcję przewodniczącego pełnił dr hab. Jakub Fichna. W kadencji 1 października 2016 – 27 maja 2017 roku Przewodniczącym AMU jest dr hab. Konrad Osajda z Wydziału Prawa i Administracji Uniwersytetu Warszawskiego, a jego zastępcami: prof. dr hab. Dariusz Jemielniak z Akademii Leona Koźmińskiego, dr hab. Katarzyna Marciniak, prof. UW, z Kolegium Artes Liberales Uniwersytetu Warszawskiego i dr hab. Michał Wierzchoń z Instytutu Psychologii Wydziału Filozoficznego Uniwersytetu Jagiellońskiego.

## Jednostki naukowe PAN
Podstawową jednostką PAN jest instytut naukowy. W nazwie instytutu zawsze występuje skrót „PAN”. Oprócz instytutów w strukturach Akademii funkcjonują pomocnicze jednostki naukowe, takie jak archiwa, biblioteki, muzea, ogrody botaniczne i zagraniczne stacje naukowe. Jednostki naukowe Akademii tworzone są, reorganizowane lub likwidowane przez Prezydium PAN na wniosek Prezesa Akademii.

### Instytuty naukowe PAN
Do zadań instytutów naukowych PAN należy prowadzenie badań naukowych, w szczególności istotnych dla rozwoju kraju oraz upowszechnianie wyników tych badań. Instytut naukowy może prowadzić prace rozwojowe w określonym obszarze badawczym i zajmować się wdrażaniem wyników tych badań do gospodarki, może organizować pracownie gościnne w celu prowadzenia badań naukowych lub prac rozwojowych przez pracowników uczelni i innych jednostek naukowych, może też prowadzić studia doktoranckie i podyplomowe oraz inną działalność z zakresu kształcenia. Nadzór nad Akademią w zakresie zgodności działania jej organów z przepisami ustawowymi i statutem Akademii sprawuje Prezes Rady Ministrów. Większość instytutów PAN ma prawo nadawania stopnia doktora i doktora habilitowanego.
W 2011 r. instytuty zatrudniały 6806 pracowników, z czego 4830 na stanowiskach naukowych. W roku akademickim 2011/12 instytuty naukowe PAN kształciły 5,3% wszystkich doktorantów w Polsce (ok. 2100 osób).
W 2011 r. 80% nakładów na badania instytutów naukowych PAN dotyczyło badań podstawowych, 8,7% – badań stosowanych, 11,3% przeznaczono na prace rozwojowe.

### Stacje naukowe PAN za granicą
Jednostki naukowe PAN zlokalizowane poza terytorium Polski:
- Biuro Promocji Nauki PolSCA w Brukseli
- Centrum Badań Historycznych Polskiej Akademii Nauk w Berlinie
- Przedstawicielstwo „Polska Akademia Nauk” w Kijowie
- Polska Akademia Nauk – Stacja Naukowa w Paryżu
- Polska Akademia Nauk – Stacja Naukowa w Rzymie
- Polska Akademia Nauk – Stacja Naukowa w Wiedniu
- Stacja Naukowa PAN w Moskwie (1995-2018)

## Budżet PAN
Działalność Akademii jest finansowana ze środków pochodzących z budżetu państwa i z innych źródeł. Prezes Akademii wykonuje zadania i kompetencje dysponowania budżetem Akademii. W zakresie finansowania ze środków pochodzących z budżetu państwa Prezes Akademii podlega ministrowi właściwemu do spraw nauki. Wszelkie sprawy związane z budżetem reguluje ustawa o Polskiej Akademii Nauk.
W 2011 roku przychody własne Polskiej Akademii Nauk i wpływy z dotacji budżetowych wyniosły łącznie 124,8 mln zł. Nakłady budżetowe na działalność instytutów PAN w 2011 r. wyniosły 1252,9 mln zł, co stanowiło ok. 16% wydatków na badania i rozwój w sektorze instytucji rządowych i samorządowych. Wydatki na 1 zatrudnionego w instytutach naukowych PAN wyniosły 207,2 tys. zł na pełny etat przeliczeniowy, z czego 153,5 tys. zł stanowiły środki budżetowe.

## Współpraca międzynarodowa
Polska Akademia Nauk prowadzi międzynarodową współpracę naukową, uczestniczy w pracach organizacji międzynarodowych oraz dysponuje zagranicznymi stacjami naukowymi. Jest członkiem międzynarodowych organizacji naukowych oraz programów Europejskiej Fundacji Nauki.